# عبدالله الجابری
عبدالله الجابری (انگلیسی: Abdullah Al-Jabri؛ زادهٔ ۱۳ ژوئیهٔ ۱۹۸۷) بازیکن فوتبال اهل امارات متحده عربی است.